# Alexander Crum Brown
Alexander Crum Brown (26 de marzo de 1838 - 28 de octubre de 1922) fue un químico orgánico escocés.

## Biografía
Crum Brown nació en el número 4 de Bellevue Terrace en Edimburgo. Su madre, Margaret Fisher Crum (fallecida en 1841), era hermana del químico Walter Crum, y su padre, el reverendo Dr. John Brown (1784-1858), fue ministro de la iglesia de Broughton Place, en el extremo este de la Ciudad nueva de Edimburgo. Su medio hermano fue el médico y ensayista John Brown.
Durante cinco años estudió en la Royal High School y luego durante un año en la Mill Hill School de Londres. En 1854, ingresó a la Universidad de Edimburgo, donde primero estudió Artes y luego Medicina. Fue Medalla de oro en Química y Filosofía Natural y se graduó en 1858. Continuando con sus estudios de medicina, recibió su MD en 1861. En ese momento también estaba estudiando para obtener una licenciatura en ciencias en la Universidad de Londres, y en 1862 se convirtió en el primer Doctor en Ciencias de la Universidad de Londres. Después de graduarse en la Universidad de Edimburgo, continuó estudiando química en Alemania, primero con Robert Bunsen en la Universidad de Heidelberg y luego en la Universidad de Marburgo con Adolph Wilhelm Hermann Kolbe.
En 1863, regresó a la Universidad de Edimburgo como profesor extraacadémico de química. En 1869, fue nombrado Profesor de Química y ocupó la cátedra hasta su jubilación en 1908. En su solicitud para este puesto, fue apoyado por químicos famosos como Baeyer, Beilstein, Bunsen, Bútlerov, Erlenmeyer, Hofmann, Kolbe, Volhard y Wöhler. Uno de sus alumnos fue Arthur Conan Doyle. La Cátedra Crum Brown de Química de la Universidad de Edimburgo se estableció en 1967 en su honor.
Fue elegido miembro de la Royal Society of Edinburgh en 1863 y recibió la Medalla Keith en la edición 1873-1875. Se desempeñó como vicepresidente de la Sociedad desde 1905 hasta 1911. Su dirección en el momento de unirse a la Sociedad era el número 8 de Belgrave Crescent, en el extremo oeste de Edimburgo. En 1883 fue elegido miembro del Aesculapian Club.
En 1870, Crum Brown fue criticado por negarle la beca Hope Scholarship, otorgado a los cuatro estudiantes de la Universidad de Edimburgo que obtienen las calificaciones más altas (en la primera convocatoria) de los exámenes del primer trimestre en Química, a Edith Pechey, una de las siete mujeres de Edimburgo (el primer grupo de mujeres universitarias matriculadas en una universidad británica). Brown, quien no quería otorgar el premio a una mujer por temor a que fuera considerado una afrenta tanto para sus colegas de la facultad como para el resto de estudiantes varones, decidió otorgar la beca a los hombres cuyos nombres aparecían más abajo en la lista. Esta decisión tuvo importantes consecuencias y llegó incluso a los titulares nacionales en The Times.

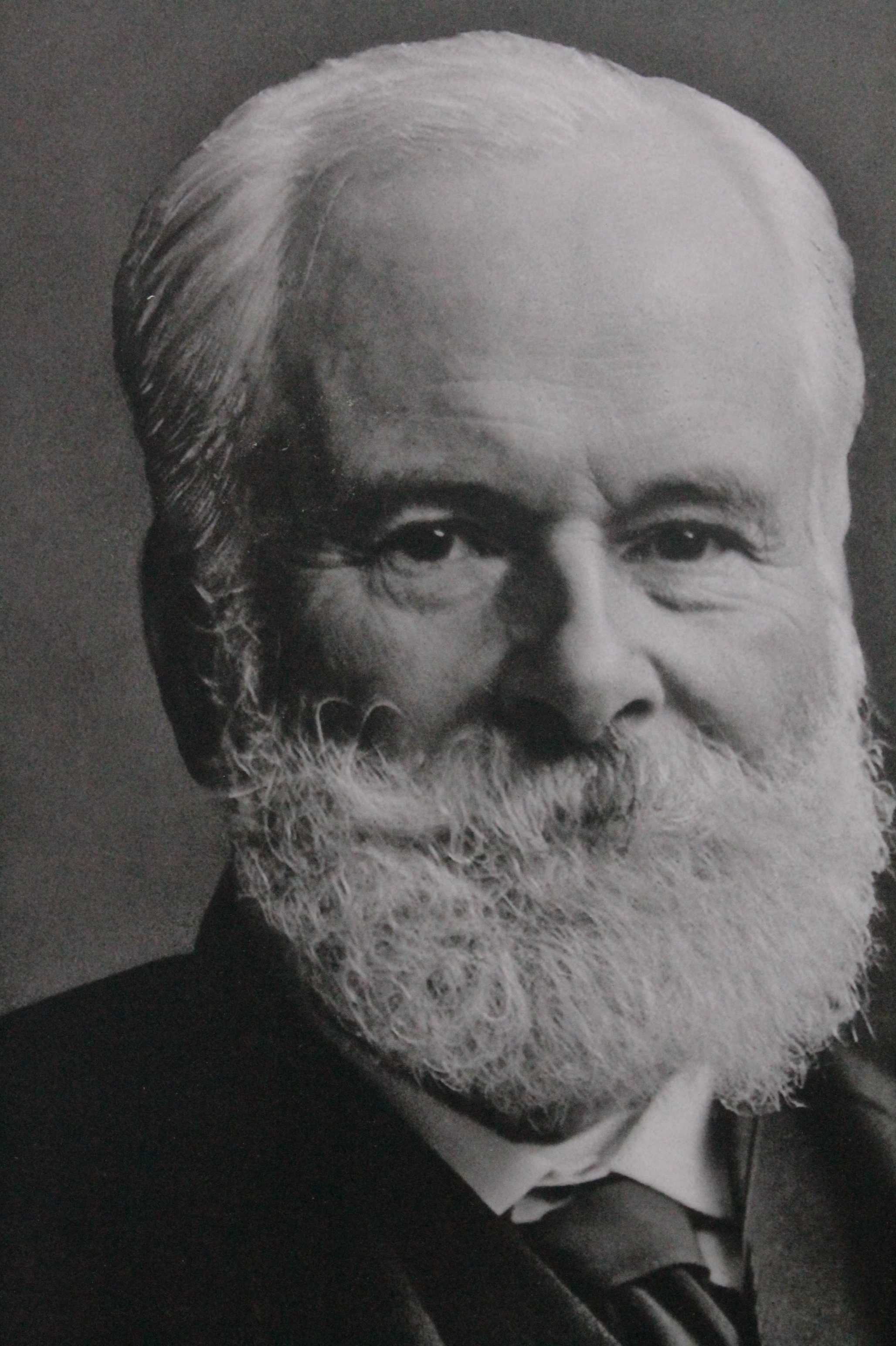
Alexander Crum Brown circa 1900.

El trabajo pionero de Crum Brown estuvo centrado en el desarrollo de un sistema de representación de compuestos químicos en forma de diagrama. En 1864 comenzó a dibujar imágenes de moléculas, en las que encerró los símbolos de los átomos en círculos y usó líneas discontinuas para conectar los símbolos atómicos con el fin de satisfacer la valencia de cada átomo. Los resultados de su influyente trabajo se publicaron en 1864 y se reimprimieron en 1865.
Aunque aparentemente Crum Brown nunca contempló la práctica de la medicina, su formación como estudiante de medicina le hizo interesarse por la fisiología y la farmacología. Esto lo llevó a colaborar entre 1867 y 1868 con Thomas Richard Fraser, un distinguido graduado en medicina, en una investigación pionera de gran importancia sobre la conexión entre la constitución química y la acción fisiológica.
Descubrió el enlace doble del etileno, que iba a tener importantes implicaciones para la industria moderna del plástico. También hizo importantes contribuciones a la fonética, las matemáticas y la cristalografía.
Durante la década de 1880, Crum Brown estudió combinaciones de colores, tintas y diseños que ayudaron al Banco de Escocia a fabricar billetes de banco que serían imposibles de fabricar con fotografías. Los billetes de banco a prueba de falsificaciones se completaron en 1885. Sin embargo, en noviembre de 1888, se descubrieron falsificaciones de estos billetes en Glasgow y Edimburgo, y en 1889 se descubrió que el culpable era John Hamilton Gray Mitchell, quien había hecho el billete falso utilizando medios artísticos tradicionales. Posteriormente, el Banco de Escocia modificó su diseño.
En 1912, introdujo el nombre de querógeno para cubrir la materia orgánica insoluble en el esquisto bituminoso.
Crum Brown murió el 28 de octubre de 1922 en Edimburgo y está enterrado en el cementerio Dean. Siguió trabajando e investigando hasta el día de su muerte. En 2015, el Ayuntamiento de Edimburgo acordó, a petición de la Universidad de Edimburgo, renombrar una calle dentro del campus universitario de King's Buildings Alexander Crum Brown Road.

## Vida privada
En 1866 se casó con Jane Bailie Porter (fallecida en 1910). Porter era hermana de William Archer Porter, James Porter y Margaret Archer Porter; esta última se casó con el físico Peter Guthrie Tait. Amante de la naturaleza, pasaba gran parte de sus vacaciones caminando y practicando senderismo por las Tierras Altas de Escocia y por Europa.

## Obra parcial
- Brown, A.C., Transactions of the Royal Society of Edinburgh, 23, 707–720 (1864).
- Brown, A.C., Transactions of the Royal Society of Edinburgh, 24, 331–9 (1867).
- Brown, A.C., Proceedings of the Royal Society of Edinburgh, 17, 181–5 (1891).
- Brown, A.C. y Walker, J., Transactions of the Royal Society of Edinburgh, 36, 211–224 (1892); Transactions of the Royal Society of Edinburgh, 37, 361–379 (1895).
- Brown, A.C. and Gibson, J., Chemical Society Transactions, 61, 367–9 (1892).